# Globomedia
Globomedia és una productora de televisió espanyola, creadora de sèries de ficció, programes d'entreteniment, pel·lícules, anuncis de televisió i altres continguts audiovisuals. Des del 2009 la presideix Daniel Écija i forma part del Grupo Globomedia, un compost d'empreses que actuen a tota la cadena de valor de l'audiovisual, amb una presència en més de 150 països de tot arreu del món.
En total, Globomedia ha produït fins avui dia (desembre de 2018) més de 40 sèries de ficció, aproximadament 120 programes d'entreteniment, 12 llargmetratges, a més d'alguns espectacles teatrals i nombroses gal·les i especials de televisió.

## Història corporativa
El Grup Globomedia va ser fundat al 1993 i des d'aquell moment lidera en Espanya la producció de ficció i de programes d'humor de l'actualitat. És creadora de nombrosos formats d'èxit, entre els quals es troben sèries de ficció com Águila roja, 7 vidas i el seu spin-off Aída, Vis a vis, El Barco, El internado, Los Serrano, Un paso adelante, Periodistas, Los hombres de Paco, Policías, en el corazón de la calle, Compañeros, Médico de familia, Anclados, Estoy vivo i El accidente; programes com El Intermedio, El objetivo, Zapeando, El club de la comedia, Los mayores gamberros, 59 segundos, Sé lo que hicisteis..., El informal, Caiga quien caiga, ¡Qué me dices! o El Gran Juego de la Oca; i pel·lícules com 3MSC, Pájaros de papel, Águila Roja: la película, Fuga de cerebros i la seva segona part, entre d'altres.
Al 1993, Emilio Aragón, Luis Fernàndez-Vega, Jose Velasco, Daniel Écija i José María Isarri funden Globomedia, coincidint amb les noves perspectives de creixement de les primeres televisions espanyoles privades, així com de la demanda de producció externa per part de les cadenes públiques, tant per part de les estatals com de les autonòmiques.
Al 1995 es fusiona amb GECA, la primera consultora televisiva a Espanya, i amb Promofilm, important productora de l'Argentina amb presència a Amèrica, donant lloc a la creació de Grupo Árbol. Els resultats van ser molt positius per Globomedia: gràcies a Promofilm començà la seva expansió al mercat íber-americà, mentre que GECA li aporta des de la seva unió un lloc d'investigació i anàlisi del mercat audiovisual que li ajuda a orientar el seu treball.
Al 2000, el Grupo Árbol s'associa amb Antena 3 i Telecinco per crear el canal temàtic Factoria de Ficción, especialitzat en sèries de televisió. El canal començà les seves emissions el 19 de juny a les plataformes digitals Quiero TV i Vía Digital. Va tenir èxit però la van fer desaparèixer l'1 de juliol de 2007, després de 7 anys d'emissions. Al 2008, Telecinco va recuperar la seva marca i nom per crear un nou canal de TDT.
Al 2005, s'associa amb les productores Mediapro, Drive, El Terrat i Bainet per crear el GAMP, a través del qual opta al concurs de la quarta llicència de televisió privada analògica d'Espanya, laSexta. El govern li adjudica la llicència del nou canal el 25 de novembre del mateix any. La cadena començà les seves emissions el 27 de març de 2006.
Al 2006, el Grupo Árbol es fusiona amb Mediapro, formant el grup Imagina, la major productora audiovisual del país i un referent al mercat europeu. Al desembre de 2008, el Grupo Árbol passa a denominar-se Grupo Globomedia, amb l'objectiu d'aprofitar la imatge de la marca Globomedia.
Des de la seva creació, Globomedia ha treballat per totes les cadenes de televisió nacionals, i continua sent una de les productores espanyoles de referència, donada la gran quantitat de formats que ha produït i continua produint, molts dels quals han sigut grans èxits d'audiència.

## Televisió
Després de produir diversos programes de varietats (com Noche, noche o El gran juego de la oca), en 1995 va realitzar la seva primera sèrie de ficció, Médico de familia, que es va convertir en un gran èxit. A ella, Emilio Aragón interpretava a un metge vidu amb uns quants fills al seu càrrec. La sèrie arribà a pics d'audiència de més de nou milions d'espectadors i quotes de pantalla properes al 50%. Avui dia segueix estant considerada com una referència de la televisió espanyola quant a l'acceptació de públic.
Des d'aleshores Globomedia té l'èxit que té per les seves sèries de ficció, les quals es basen en tres temàtiques: familiar (Médico de familia, Los Serrano), laboral (Periodistas, Los hombres de Paco) i juvenil (Compañeros, El internado, Un paso adelante, El Barco); i programes que mesclen informació i humor, com és el cas de El intermedio, Zapeando, Sé lo que hicisteis..., El informal, Caiga quien caiga o La noche... con Fuentes y Cía.
Una altra producció que caracteritza aquest grup és El Club de la Comedia, format que introduí a Espanya la comèdia en viu (monòlegs còmics interpretats en directe a un teatre sent retransmès per televisió). És l'únic programa que ha sigut emès a totes les principals cadenes espanyoles generalistes de televisió.
També la productora és coneguda per produir programes d'actualitat política com 59 segundos, que va ser el primer programa de la productora no relacionat amb la ficció ni l'humor, o El Objetivo; així com altres formats innovadors com Supervillanos (2005), la primera sèrie de ficció per telèfons mòbils, que va ser concebuda per ser descarregada en terminals de la companyia Amena.

## Sèries de ficció

### En producció
- Estoy vivo (2017-present, La 1)
- La víctima número 8 (2018-present, Telemadrid i ETB 2)
- Looser (2018-present, Flooxer)
- Vis a vis (2015-present, Antena 3 / FOX España)

### Finalitzades
- El accidente (2017-2018, Telecinco)
- Pulsaciones (2017, Antena 3)
- Anclados (2015, Telecinco)
- El corazón del océano (2014, Antena 3)
- Bienvenidos al Lolita (2014, Antena 3)
- B&B, de boca en boca (2014-2015, Telecinco)
- Luna, el misterio de Calenda (2012-2013, Antena 3)
- Punta Escarlata (2011, Telecinco)
- BuenAgente (2011, laSexta)
- El Barco (2011-2013, Antena 3)
- Águila roja (2009-2016, TVE 1)
- LEX (2008, Antena 3)
- Gominolas (2007, Cuatro)
- Cafetería Manhattan (2007, Antena 3)
- Cuenta Atrás (2007-2008, Cuatro)
- El Internado (2007-2010, Antena 3)
- Mesa para cinco (2006, laSexta)
- Supervillanos (2006, telèfons mòbils)
- Fuera de control (2006, TVE 1)
- SMS, Sin miedo a soñar (2006-2007, laSexta)
- Mi querido Klikowsky (2005, ETB 2)
- Los hombres de Paco (2005-2010, Antena 3)
- Aída (2005-2014), Telecinco)
- Casi perfectos (2004, Antena 3)
- Mis adorables vecinos (2004-2006, Antena 3)
- Martin (2003-2009, ETB 1)
- Tres son multitud (2003, Telecinco)
- Los Serrano (2003-2008, Telecinco)
- Un paso adelante (2002-2005, Antena 3)
- Javier ya no vive solo (2002-2003, Telecinco)
- Ciudad sur (2001, Antena 3)
- El grupo (2000, Telecinco)
- Policías, en el corazón de la calle (2000-2003, Antena 3)
- 7 vidas (1999-2006, Telecinco)
- Compañeros (1998-2002, Antena 3)
- Periodistas (1998-2002, Telecinco)
- Más que amigos (1997-1998, Telecinco)
- La otra familia (1996, Telemadrid)
- Menudo es mi padre (1996-1998, Antena 3)
- Médico de familia (1995-1999, Telecinco)

## Programes d'entreteniment i actualitat

### En producció
- La Script en Movistar+ (2018-present, #0)
- GRL PWR (2018-present, Playz)
- Eso no se pregunta (2018-present, Telemadrid)
- Pongamos que hablo de Telemadrid (2017-present, Telemadrid)
- ¿Dónde estabas entonces? (2017-present, laSexta)
- Desafío mental (2016-present, DMAX)
- 90 minuti (2016-present, Real Madrid TV HD)
- Atrápame si puedes, "Agafa'm si pots" (IB3) o "Atrapa'm si pots" (À Punt i TV3) (2014-present, ETB 2, Aragón TV, Telemadrid, IB3, À Punt i TV3)
- Zapeando (2013-present, laSexta)
- El objetivo (2013-present, laSexta)
- El intermedio (2006-present, laSexta)
- El conquistador del fin del mundo (2005-present, ETB 2)

### Finalitzats
- Ninja Warrior (2017-2018, Antena 3)
- Pool Fiction (2016-2018, #0)
- Algo pasa con Ana (2016, DKiss)
- Destinos de película (2016, TVE)
- Los viernes al show (2014, Antena 3)
- Los mayores gamberros (2013-2014, Antena 3)
- 24 horas en la calle (2013, La 1)
- El intermedio: International Edition (2013, laSexta)
- Alguien tenía que decirlo (2012, laSexta)
- ¿Conoces España? (2012, La 1)
- Conquistour (2012, ETB 2)
- El Club de la Comedia (2011-2017, laSexta)
- Mucho que perder, poco que ganar (2011, laSexta)
- El barco: rumbo a lo desconocido (2011, Antena 3)
- Con Hache de Eva (2011, laSexta)
- Carreteras secundarias (2010, laSexta)
- Algo pasa con Marta (2010, laSexta)
- El conquistador del Aconcagua (2010-2012, ETB 2)
- El club del chiste (2010-2011; 2013, Antena 3)
- ¿Quién vive ahí? (2010-2012, laSexta)
- Periodistas FC (2010, laSexta)
- El ranking de la década (2010, laSexta)
- Saturday Night Live (2009, Cuatro)
- Estas no son las noticias (2008-2009, Cuatro)
- La tira (2008-2010, laSexta)
- ¿Sabes más que un niño de primaria? (2007-2008, Antena 3)
- Sé lo que hicisteis... (2006-2011, laSexta)
- Planeta finito (2006-2007, laSexta)
- El club de Flo (2006-2007, laSexta)
- Los irrepetibles (2006-2007, laSexta)
- Habitación 623 (2006, laSexta)
- El Show de Candi-dos (2006, laSexta)
- El Show de Cándido (2006, laSexta)
- Brigada policial (2006, laSexta)
- No sabe no contesta (2006, laSexta)
- El video del millón de euros (2006, laSexta)
- Zulú Bingo (2005-2006, Localia)
- Noche Hache (2005-2008, Cuatro)
- Splunge (2005, La 1)
- Estoy por ti (2005, Antena 3)
- El Club de la Comedia (2004-2005, Antena 3
- El Club de la Comedia (2004-2005, Canal+)
- 59 segundos (2004-2012, La 1)
- UHF (2004, Antena 3)
- Nuestra mejor canción (2004, TVE)
- El Show de Flo (2002-2003, TVE)
- Basetxea (2002-2008, ETB 1)
- Grandiosas (2002, Telecinco)
- Date el bote (2001-2009, ETB 2 i altres cadenes de la FORTA)
- La noche... con Fuentes y cía (2001-2005, Telecinco)
- Nada personal (2001, Telecinco)
- Supervivientes (España) (2000-2001, Telecinco; 2003-2005, Antena 3)
- El Club de la Comedia (1999-2004, Canal+)
- Trilocos, La 2 (1999-2002)
- El Informal (1998-2002, Telecinco)
- Caiga quien caiga (1996-2002 / 2005-2008, Telecinco; 2008, La Sexta; 2010, Cuatro)
- ¡Qué me dices! (1995-1998, Telecinco)
- El Gran Juego de la Oca (1993-1995, Antena 3)
- Noche, noche (1993, Antena 3)

### Gal·les, especials i premis
Globomdia ha produït, des que es va fundar, nombroses gal·les i especials per diferents cadenes de televisió com, per exemple, La noche más mágica (1997, Telecinco) o la gal·la dels premis Premios Amigo del 2000 a Antena 3.
Des del 2012 produeix, en col·laboració amb Fanta, la gal·la anual dels premis Neox Fan Awards, que conta fins avui dia amb tres edicions.
El gener de 2015 produeix per Antena 3 la gal·la 25 años emocionando, un especial de gran format amb motiu del 25 aniversari de la cadena.

## Cinema
Globomedia ha produït més de 13 pel·lícules cinematogràfiques, entre llargmetratges i curts, a través de diferents productes com Versátil Cinema, Cangrejo Films o Globomedia Cine.
Al 1999 arriba la seva primera producció cinematogràfica, La isla de la tortuga, un curtmetratge dirigit per Jesús del Cerro (director de les sèries Médico de familia i Más que amigos) i protagonitzat per Luis Barbero, Saturnino García i Eduardo Gómez. Aquell mateix any també presenta Mon père, ma mère, mes frères et mes soeurs (en castellà, ¡Mamá, preséntame a papá!), una coproducció Espanya-França dirigida i protagonitzada per Charlotte de Tuckheim. Al 2001, No te fallaré (una pel·lícula basada en la sèrie juvenil Compañeros) es converteix en el seu primer gran èxit de taquilla, amb més de 775.000 espectadors i una repcaptació de 3.146.994 euros.
Després de set anys sense produccions cinematogràfiques, al 2008 estrena Carlitos y el Campo de los Sueños, una comèdia infantil dirigida per Jesús del Cerro i protagonitzada per Guillermo Campra. A l'any següent arribaria un altre gran èxit de taquilla: Fuga de cerebros, una comèdia adolescent al més pur estil americà, protagonitzada per els televisius Mario Casas i Amaia Salamanca. Va ser la quarta pel·lícula espanyola més taquillera del 2009, amb 6.863.216,54 euros de recaptació i uns 1,2 milions d'espectadors. La seva seqüela, Fuga de cerebros 2, protagonitzada per Adrián Lastra i Patricia Montero, va ser la tercera pel·lícula més vista de l'any 2011, amb quasi 800.000 espectadors i una recaptació total de 5.025.460 euros.
Al 2010 produeix, a través de Versátil Cinema, la primera pel·lícula d'Emilio Aragón com a director, Pájaros de papel. La cinta va obtenir varis premis internacionals i va ser nominada a dos Premis Goya al 2011. Al 2013 produeix el seu segon llargmetratge, A night in Old Mexico, protagonitzat per Robert Duvall i Jermey Irvine, i estrenat a Espanya el 9 de maig de 2014.
També al 2010 arriba Tres metros sobre el cielo, basada en la novel·la de Federico Moccia i protagonitzada per Mario Casas i María Valverde. La pel·lícula va ser un gran èxit de taquilla, amb més d'un milió i mig d'espectadors i una recaptació de quasi 10 milions d'euros. La seva seqüela, Tengo ganas de ti, va seguir al 2012 tenint el mateix èxit que la primera part i continuà el ''fenomen Moccia'' amb quasi dos milions d'espectadors i més de 12 milions d'euros de recaptació. Entre aquestes dues cintes, el 20 d'abril del 2011 es va estrenar Águila Roja: la película, cinta que trasllada a la pantalla gran les aventures de l'heroi de la sèrie de televisió emesa per La1 de TVE, i que seduí a més de 500.000 espectadors i recaptà un total de 3.038.709 euros.
El 28 de març del 2014 s'estrena Kamikaze, la primera pel·lícula d'Àlex Pina, protagonitzada per Àlex García, Verónica Echegui, Carmen Machi i Héctor Alterio, entre d'altres.
| Títol                             | Gènere            | Director                 | Data d'estrena        |
| --------------------------------- | ----------------- | ------------------------ | --------------------- |
| La isla de la tortuga             | Drama             | Jesús del Cerro          | 11 de febrer de 1999  |
| ¡Mamá, preséntame a papá!         | Comèdia           | Charlotte de Turckheim   | 23 de juliol de 1999  |
| No te fallaré                     | Drama             | Manuel Ríos San Martín   | 2 de març de 2001     |
| Fuera de carta                    | Comèdia           | Nacho G. Velilla         | 11 d'abril de 2008    |
| Carlitos y el Campo de los Sueños | Comèdia           | Jesús del Cerro          | 22 d'agost de 2008    |
| Fuga de cerebros                  | Comèdia           | Fernando González Molina | 24 d'abril de 2009    |
| Pájaros de papel                  | Comèdia dramàtica | Emilio Aragón            | 12 de març de 2010    |
| 3 metros sobre el cielo           | Drama             | Fernando González Molina | 3 de desembre de 2010 |
| Águila Roja: la película          | Aventures         | José Ramón Ayerra        | 20 d'abril de 2011    |
| Fuga de cerebros 2                | Comèdia           | Carlos Therón            | 2 de desembre de 2011 |
| Tengo ganas de ti (3MSC 2)        | Drama             | Fernando González Molina | 22 de juny de 2012    |
| Kamikaze                          | Comèdia dramàtica | Álex Pina                | 28 de març de 2014    |
| A Night in Old Mexico             | Drama             | Emilio Aragón            | 9 de maig de 2014     |

## Documentals
Globomedia ha produït un total de 19 programes documentals, per diferents cadenes de televisió, entre els quals destaquen Planeta Zara(2002 al Canal+), La huella de la cocaína (2003 a TVE) o La vida de Miliki: el largo camino de regreso (2012 a Antena 3).

## Teatre
A partir de l'èxit del programa El Club de la Comedia, al 2000 llençà 5hombres.com, un espectacle teatral de comèdia en viu basat en aquest format. L'obra fou un gran èxit i va romandre en cartell fins 2004. Va tenir dos seqüeles: 5mujeres.com (2002) i Hombres, mujeres y punto (2004).
Fins al moment, Globomedia ha produït un total de 7 espectacles teatrals:
| Títol                                    | Gènere                                       | Data d'estrena         |
| ---------------------------------------- | -------------------------------------------- | ---------------------- |
| Noviembre (de David Mamet)               | Comèdia                                      | 10 d'octubre de 2008   |
| ¡Que viene Richi!                        | Comèdia. Adaptació de The Nerd de Larry Shue | 12 de febrer de 2008   |
| Los irrepetibles                         | Improvisació                                 | 7 de setembre de 2006  |
| Hombres, mujeres y punto                 | Comèdia en viu                               | 19 d'agost de 2004     |
| 4 años y 1 día                           | Comèdia                                      | 21 d'agost de 2003     |
| 5mujeres.com                             | Comèdia en viu                               | 21 d'agost de 2002     |
| Francamente, la vida según San Francisco | Comèdia en viu                               | 1 d'abril de 2001      |
| 5hombres.com                             | Comèdia en viu                               | 29 de setembre de 2000 |

## Música
Globomedia Música és la divisió del Grupo Globomedia dedicada a crear música utilitzada a les produccions pròpies (sèries, programes de televisió i pel·lícules). Ha editat la producció musical d'artistes com Pol 3.14, Miguel Ángel Muñoz, Fran Perea, El sueño de Morfeo, Robert Ramírez i Pignoise, entre d'altres. Actualment gestiona la producció musical de Francis White i María Sagana.

## Llistat de referències
1. ↑  «“El tamaño sí importa”, dice LG en su nueva campaña digital - Noticia - Bienes Duraderos - MarketingNews.es». Arxivat de l'original el 2018-12-14. [Consulta: 11 desembre 2018].
2. ↑  «Daniel Écija, nuevo presidente ejecutivo del Grupo Globomedia | Comunicación | elmundo.es». [Consulta: 11 desembre 2018].
3. ↑  País, Ediciones El «Tele5, Antena 3 y el grupo Árbol lanzan un canal de ficción» (en castellà). El País [Madrid], 17-06-2000. ISSN: 1134-6582.
4. ↑  «Líderes Españoles en el mundo». [Consulta: 11 desembre 2018].
5. ↑  Manuls. «Desaparece Factoría de Ficción» (en castellà), 21-06-2007. [Consulta: 11 desembre 2018].
6. ↑  «Telecinco reestructura su TDT con Telecinco 2 y FDF» (en castellà). [Consulta: 11 desembre 2018].
7. ↑  País, Ediciones El «La Sexta apuesta por el humor y la innovación» (en castellà). El País [Madrid], 15-03-2006. ISSN: 1134-6582.
8. 1 2 3  20Minutos. «La nueva cadena de televisión La Sexta comienza sus emisiones el 27 de marzo con un programa de cocina» (en castellà), 14-03-2006. [Consulta: 11 desembre 2018].
9. ↑  «El Grupo Arbol pasa a denominarse Grupo Globomedia» (en castellà). [Consulta: 11 desembre 2018].
10. ↑  «Médico de familia (Serie de TV) (1995)» (en castellà). [Consulta: 11 desembre 2018].
11. ↑  «Amena y Globomedia presentan "Supervillanos", la primera serie de ficción para teléfonos móviles» (en espanyol europeu), 20-10-2005. [Consulta: 11 desembre 2018].
12. ↑  Colpisa. «Andreu Buenafuente conduce la gala de los Premios Amigos que este lunes retransmite Antena 3» (en castellà). Arxivat de l'original el 2015-06-21. [Consulta: 11 desembre 2018].
13. ↑  «Patricia Conde y Arturo Valls presentan la gala 'Neox Fan Awards'» (en castellà). [Consulta: 11 desembre 2018].
14. ↑  vertele.eldiario.es. «Atresmedia aparta a Flo de los Neox Fan Awards, tras su fichaje por Mediaset, y le sustituye por Cristina Pedroche» (en espanyol europeu), 09-09-2014. [Consulta: 11 desembre 2018].
15. ↑  «Gala especial por motivo del 25 aniversario de Antena 3 - ANTENA 3 TV» (en castellà), 01-04-2015. [Consulta: 11 desembre 2018].
16. ↑  AleLeo. «Imagina produjo la Gala '25 Años Emocionando' para Antena 3» (en castellà), 05-02-2015. [Consulta: 11 desembre 2018].
17. ↑  «'No te fallaré': el emotivo adiós de primera pandilla de 'Compañeros' que se convirtió en película» (en castellà). [Consulta: 11 desembre 2018].
18. ↑  20Minutos. «Las más taquilleras de 2009 en España» (en castellà), 12-04-2010. [Consulta: 11 desembre 2018].
19. ↑  «Largometrajes españoles con mayor recaudación.» (en castellà). [Consulta: 11 desembre 2018].
20. ↑  Madrid, Efe /. «Lista de nominados a los Premios Goya 2011 - ABC.es» (en castellà). [Consulta: 11 desembre 2018].
21. ↑  «'Una noche en el viejo México', un western con el sello español de Emilio Aragón» (en castellà), 05-05-2014. [Consulta: 11 desembre 2018].
22. ↑  «La dimensión del éxito de 3MSC+TGDT (€22M) - Desde la taquilla», 04-09-2012. [Consulta: 11 desembre 2018].
23. ↑  País, Ediciones El «Canal Plus penetra en el corazón de Zara para desvelar sus secretos» (en castellà). El País [Madrid], 12-09-2002. ISSN: 1134-6582.
24. ↑  «Documentos TV premiados» (en castellà), 14-09-2010. [Consulta: 11 desembre 2018].
25. ↑  «El propio Miliki narra el documental sobre su vida dirigido por su nieto Manuel Feijóo que emite Antena 3» (en castellà). [Consulta: 11 desembre 2018].
26. ↑  País, Ediciones El «'5hombres.com' rescata el monólogo de humor para el teatro» (en castellà). El País [Madrid], 02-09-2000. ISSN: 1134-6582.
27. ↑  País, Ediciones El «Reportaje | Una farsa en la Casa Blanca» (en castellà). El País [Madrid], 04-10-2008. ISSN: 1134-6582.
28. ↑  Press, Europa. «'¡Que viene Richi!' llega al teatro», 14-02-2008. [Consulta: 11 desembre 2018].
29. ↑  «'Los Irrepetibles de Amstel' inundan de carcajadas el Teatro Marquina de Madrid | elmundo.es». [Consulta: 11 desembre 2018].
30. ↑  «Música» (en castellà), 28-11-2011. [Consulta: 11 desembre 2018].
31. ↑  «Ya está a la venta el primer disco de María Sagana» (en castellà). [Consulta: 11 desembre 2018].